# ヤマシマウマ
ヤマシマウマ（山縞馬、Equus zebra）は、哺乳綱ウマ目（奇蹄目）ウマ科ウマ属に分類される種。

## 分布
E. z. zebra　ケープヤマシマウマ
南アフリカ共和国（西ケープ州、東ケープ州）
E. z. hartmannae　ハートマンヤマシマウマ
アンゴラ南西部（？）、ナミビア、南アフリカ共和国（北ケープ州）

## 形態
体長215-260センチメートル。尾長40-55センチメートル。肩高120-150センチメートル。体重240-386キログラム。頭部は大型。頸部腹面には他のシマウマには見られない小さい肉垂れがある。全身の毛衣は白く、背面には黒く細い縞模様、腰から臀部にかけては太い縞模様が入る。腹面に縞模様は入らない。
耳介は細長い。耳介の内側は体毛がまばらに生える。蹄の幅は狭い。心臓は平均3.2キログラムと大型で、これは山地での生活に対する適応だと考えられている。
E. z. zebra　ケープヤマシマウマ
体長220-235センチメートル。肩高120-125センチメートル。腰から臀部にかけての縞模様がより太い。
E. z. hartmannae　ハートマンヤマシマウマ
体長260センチメートル。肩高135センチメートル。

## 分類
- Equus zebra zebra　Linnaeus, 1758　ケープヤマシマウマ　Cape mountain zebra
- Equus zebra hartmannae　Matschie, 1898　ハートマンヤマシマウマ　Hartmann's zebra

## 生態
主に山地の草原に生息するが、半砂漠地帯やサバナなど、高原や平地にも生息する。薄明薄暮性で、昼間は木陰などで休む。1頭のオスと数頭のメスからなる小規模な群れ（ハレム）を形成し生活する。ハレムを形成できないオスは単独もしくはオスのみで群れを形成する。
食性は植物食で、主に草を食べる。幼獣は生後数日で草を食べ始める。基本的に毎日水を飲むが、最長で3日は水を飲まなくても生きられる。
繁殖形態は胎生。妊娠期間は約1年。1回に1頭の幼獣を産む。授乳期間は10か月。オスは生後3年6か月、メスは生後2年で性成熟する。寿命は25年以上と考えられている。

## 人間との関係
皮革が利用される。
旱魃、開発による生息地の破壊や農地用の柵による移動の妨害、食用や毛皮目的の乱獲などにより生息数は減少している。基亜種は1742年に法的に保護の対象とされたが、その後も狩猟が続けられた。その後は生息数が増加傾向にある。亜種ハートマンヤマシマウマは内戦の影響や他の野生動物との競合をさけるため駆除されることもあり、国際取引も禁止されていない。基亜種の1932年における生息数は45頭、1984年における生息数は400頭、1990年における生息数は600頭、1995年における生息数は1,200頭と推定されている。
亜種ハートマンヤマシマウマの1950年代初頭における生息数は50,000-75,000頭、1992年におけるアンゴラの個体群を除いた生息数は7,750頭と推定されている。
E. z. hartmannae　ハートマンヤマシマウマ
VULNERABLE (IUCN Red List Ver. 3.1 (2001))

ワシントン条約附属書II
E. z. zebra　ケープヤマシマウマ
VULNERABLE (IUCN Red List Ver. 3.1 (2001))

ワシントン条約附属書I

## 飼育

### 日本
2022年現在、国内で4頭のみ飼育され、飼育下での寿命は25年程度とされている。繁殖は1年を通じて行われ、給餌はイネ科の牧草や草食動物用ペレットが主食として与えられて、ニンジンはおやつとして与えている。